# Maturità sessuale
La maturità sessuale è l'età o lo stadio in cui un organismo può riprodursi. Nell'essere umano il processo che porta alla maturità sessuale è detto pubertà.
La maggior parte degli organismi multicellulari nascono incapaci di riprodursi e in base alla specie possono passare giorni, mesi o anni prima che possano farlo. Inoltre in alcune specie il raggiungimento della maturità sessuale può essere indotto da cause esterne, come per esempio la siccità, o da cause interne, come per esempio la percentuale di grasso corporeo.
La maturità sessuale coincide con la maturazione degli organi sessuali e la produzione dei gameti e può essere accompagnata da cambiamenti fisici che distinguono gli organismi immaturi dalla loro forma adulta. Questi cambiamenti spesso accentuano il dimorfismo sessuale. Una volta raggiunta la maturità, è possibile che alcuni organismi diventino infertili o che cambino sesso. Alcuni organismi, inoltre, mostrano la loro forma adulta senza aver raggiunto la maturità sessuale, ed altri possono anche riprodursi nella loro forma immatura.